# Batalion ON „Lwów I”

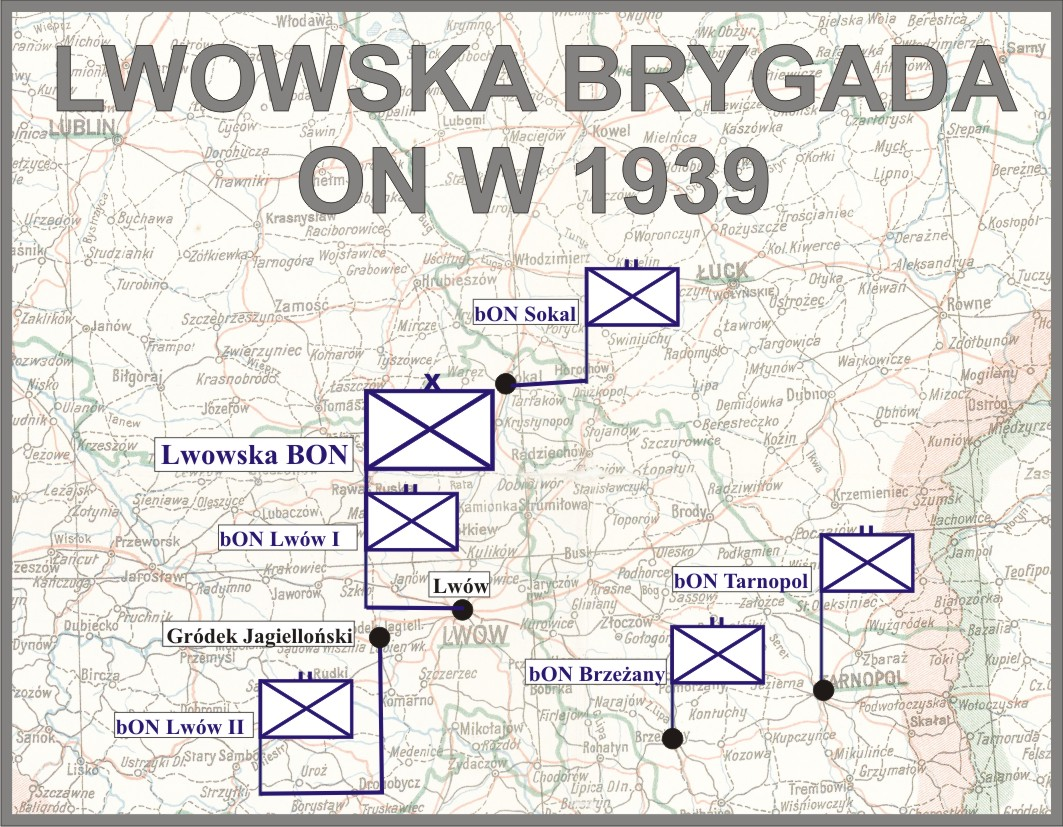
Lwowska Brygada ON

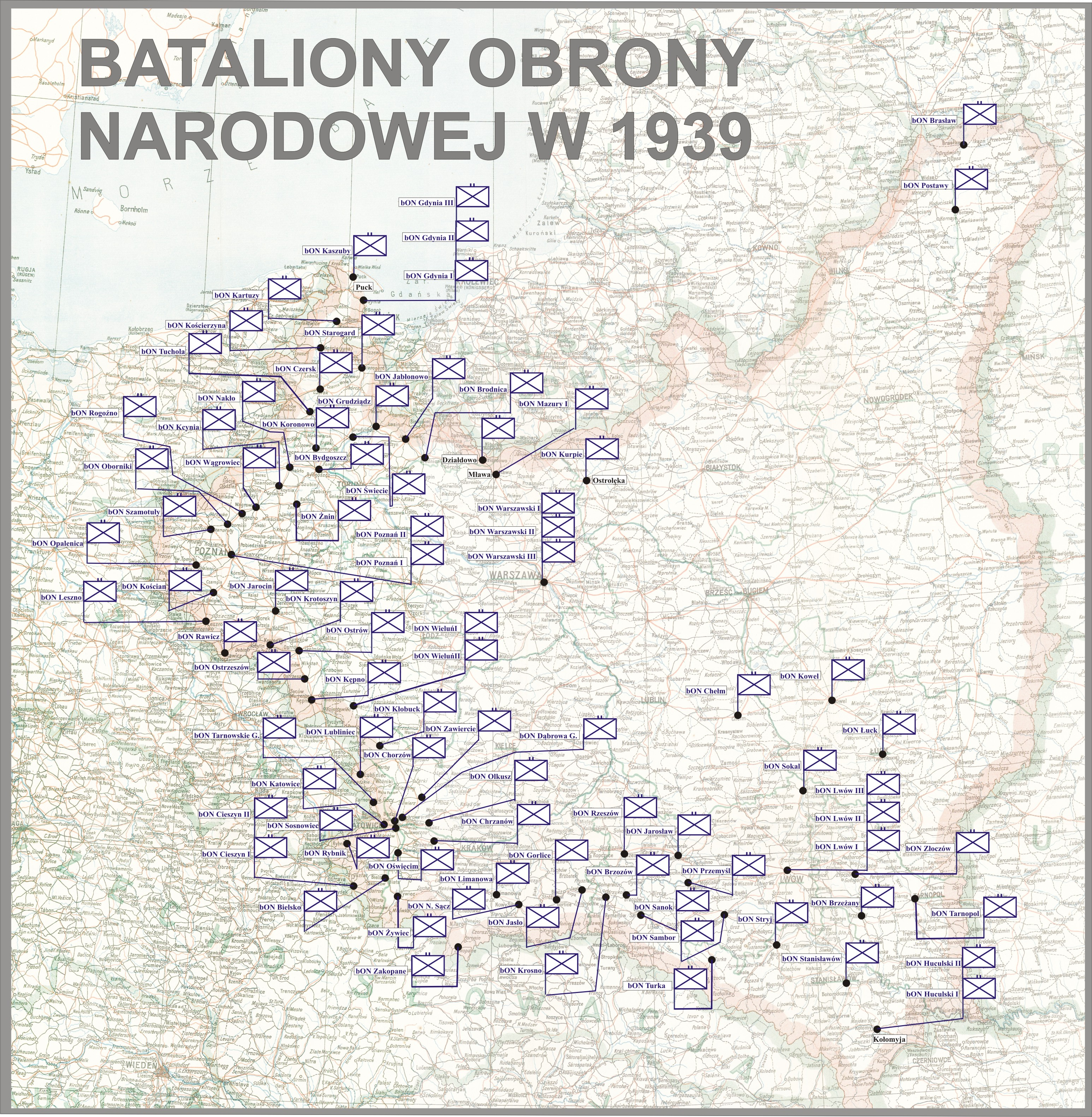
Obrona Narodowa w 1939

I Lwowski Batalion Obrony Narodowej (batalion ON „Lwów I”) – pododdział piechoty Wojska Polskiego II RP.

## Organizacja i formowanie
Jednostka sformowana została w 1937 we Lwowie, w składzie Lwowskiej Brygady ON, na podstawie etatu batalionu ON typ I.
Jednostką administracyjną i mobilizującą dla I Lwowskiego batalionu ON był 26 pułk piechoty we Lwowie.
Na podstawie pisma Oddziału I Sztabu Głównego L.333/Tj.38 z kwietnia 1938 Biuro Administracji Armii poleciło Departamentowi Uzbrojenia MSWoj. przydzielenie I Lwowskiemu batalionowi ON 375 sztuk karabinów Berthier z 11250 szt. amunicji do nich, 15 sztuk karabinków wz.1891/98/25, 9 sztuk lkm Bergmann wz.1915 i 4500 sztuk amunicji. Miały go otrzymać pierwsze drużyny każdego plutonu i każdej kompanii. Podczas drugiego przydziału tej broni dla formacji Obrony Narodowej w lipcu-sierpniu 1939 batalion otrzymał następne 135 sztuk karabinów Berthier wraz z 4050 szt. amunicji do nich, 12 sztuk lkm Bergmann wz.1915 wraz z 6000 sztuk amunicji do nich. Do końca nie jest pewne ile batalion otrzymał lkm, ile zdał do napraw lub ze względu na zużycie, przed rozpoczęciem działań wojennych.

## I Lwowski batalion ON w kampanii wrześniowej
W kampanii wrześniowej 1939 walczył w obronie Lwowa.
11 września został podporządkowany dowództwu Grupy Obrony Lwowa dowodzonej przez płk. Bolesława Fijałkowskiego. 12 września obsadził odcinek obrony w rejonie ul. Stryjskiej. Tego dnia po południu część oddziałów odparła pierwszy niemiecki atak na miasto. Batalion został rozdzielony 1 kompania ON „Lwów” pod dowództwem kpt. Konrada Ambroziaka została skierowana do walki w sektorze południowym, skąd ściągnięto ją do odwodu. Zasadnicza część batalionu pod dowództwem kpt. Włodzimierza Krogulskiego znajdowała się od początku walk na pododcinku północno-zachodnim sektora zachodniego pod dowództwem ppłk. Stanisława Kalkista Brzezińskiego. Batalion bez 1 kompanii uzupełniono, odtworzono 1 kompanię i kompanię ckm i wzmocniono ciężką bronią piechoty.

### Obsada personalna batalionu

#### Obsada personalna batalionu w marcu 1939 roku[4][a]
- dowódca batalionu – kpt. adm. (piech.) Józef Berezowski[b]
- dowódca 1 kompanii ON „Lwów” – por. piech. Mieczysław Franciszek Karol Baran[c]
- dowódca 2 kompanii ON „Lwów” – kpt. adm. (piech.) Feliks Zdzisław Leon Bielecki[d]
- p.o. dowódcy 3 kompanii ON „Lwów” –  por. kontr. piech. Józef Marian Świderski[e]

#### Obsada personalna we wrześniu 1939
- dowódca batalionu – kpt. adm. (piech.) Józef Berezowski †1940 Charków
- dowódca 1 kompanii ON „Lwów” – kpt. Konrad Ambroziak[3]
- dowódca 2 kompanii ON „Lwów”  – kpt. adm. (piech.) Feliks Zdzisław Leon Bielecki
- dowódca 3 kompanii ON „Lwów”  – por. kontr. piech. Józef Marian Świderski †1940 Charków

#### Obsada dowódcza batalionu od 19 września 1939 (jako I batalionu pułku piechoty „Góra Stracenia”)[6]
- dowódca batalionu - kpt. Włodzimierz Krogulski
- dowódca 1 kompanii - ppor. Stanisław Tatarzyn
- dowódca 2 kompanii - por. rez. Marian Długosz
- dowódca 3 kompanii - por. kontr. Józef Świderski
- dowódca kompanii ckm - ppor. rez. Stanisław Iwański

Batalion sformowano z: 1 kompania z oddziału kombinowanego kpt. Dubińskiego, 2 i 3 kompanie z 2 i 3 kompanii batalionu ON „Lwów I”, kompania ckm z oddziału ppor. Iwańskiego z 4 ckm i 1 moździerz.